# Anna, où es-tu ?
Anna, où es-tu ? (Anna, Where Are You?) est un roman policier de l'écrivaine britannique Patricia Wentworth paru en 1951. Il s'agit d'un titre de la série policière ayant pour héroïne Miss Maud Silver.
Traduit de l'anglais par Bernard Cucchi, il est publié en France aux éditions 10/18 le 20 avril 2000 dans la collection Grands détectives.

## Résumé
Lettre après lettre, Thomasina et Anna correspondent continuellement afin d'entretenir leur amitié malgré la distance qui les sépare. Pourtant, au bout de trois ans, Anna Ball ne donne plus aucune nouvelle. En fait, la jeune gouvernante nommée Anna Ball a disparu. Miss Silver, appelée à la rescousse, se lance à sa recherche et elle devra encore une fois mettre ses talents de détective à rude épreuve pour régler cette affaire.